# ویلیس ای دیویس
 ویلیس ای دیویس (انگلیسی: Willis E. Davis؛ زاده ) یک تنیس‌باز اهل ایالات متحده آمریکا است.